# Roman Dmowski
Roman Stanisław Dmowski (Varsavia, 9 agosto 1864 – Drozdovo, 2 gennaio 1939) è stato un politico polacco.

## Biografia
Fu il fondatore e il principale ideologo del movimento della Democrazia Nazionale e dei partiti in cui esso si articolò: Partito Nazional-Democratico (1897-1919), Unione Popolare Nazionale (1919-1928), e Partito Nazionale (1928-1939).
Fu deputato alla Duma dal 1906; sostenne una politica di alleanza con la Russia e di inimicizia con la Germania, che vedeva come un grande ostacolo per lo sviluppo polacco.
Rappresentante della Polonia al congresso di Versailles del 1920, si trovò in disaccordo con Józef Piłsudski poiché questi non si era esplicitamente schierato contro la Germania.
Ministro degli Esteri dall'ottobre 1922, si ritirò dalla vita politica nel dicembre dello stesso anno, rimanendo però figura di riferimento della democrazia nazionale.

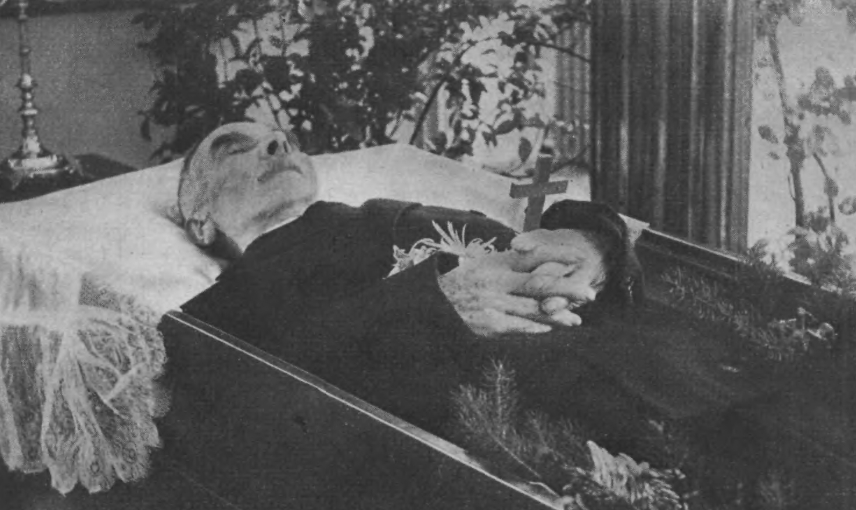
Fotografia post mortem di Roman Dmowski

Morì nel 1939.